# Dougie McDonald
Douglas "Dougie" McDonald (født 8. oktober 1965) er en tidligere skotsk fodbolddommer. Han dømte internationalt under det internationale fodboldforbund FIFA fra 2000 til 2010, hvor han måtte indstille karrieren, da han faldt for aldersgrænsen på 45 år for internationale dommere.
Han er kendt for at være dommeren der indirekte udløste den skotske dommer strejke i november 2010. Der blev rejst kritik af standarden på de skotske fodbolddommere efter McDonald havde ændret mening om et dømt straffespark i en kamp mellem Celtic og Dundee United. Efter at have dømt straffesparket ændrede McDonald mening og annullerede straffesparket. I sin rapport efter kampen skød han skylden på sin linjedommer Steven Craven, selvom det var hans egen beslutning. Steven Craven stoppede efterfølgende sin karriere, hvorefter kritikken af de skotske dommere tog til i pressen og den skotske dommerstrejke blev en realitet.

## Kampe med danske hold
- Den 7. september 2010: Kvalifikation til EM 2012: Danmark – Island 1-0.